# Роклејк (Северна Дакота)
Роклејк (енгл. Rocklake) град је у америчкој савезној држави Северна Дакота.

## Демографија
По попису из 2010. године број становника је 101, што је 93 (-47,9%) становника мање него 2000. године.
| Група             | 2000.       | 2010.      |
| Белци             | 186 (95,9%) | 96 (95,0%) |
| Афроамериканци    | 0 (0,0%)    | 0 (0,0%)   |
| Азијати           | 0 (0,0%)    | 0 (0,0%)   |
| Хиспаноамериканци | 0 (0,0%)    | 0 (0,0%)   |
| Укупно            | 194         | 101        |